# 斯通里奇 (新墨西哥州)
斯通里奇（英語：Stoneridge）是位於美國新墨西哥州錫沃拉縣的普查規定居民點。

## 人口
根據2020年美國人口普查的數據，斯通里奇的面積為2.07平方千米，皆為陸地。當地共有人口21人，而人口密度為每平方千米10.14人。